# Ядрынка
Ядрынка — река в Мценском районе Орловской области. Исток реки находится в деревне Добрая Вода, на отметке высоты 231 м, течёт на северо-восток, впадает в 48 км по левому берегу реки Зуша, напротив деревни Подберёзово, на отметке высоты 143 м. Длина реки составляет 18 км, площадь водосборного бассейна — 88,1 км².

## Данные водного реестра
По данным государственного водного реестра России относится к Окскому бассейновому округу, водохозяйственный участок реки — Ока от города Орёл до города Белёв, речной подбассейн реки — бассейны притоков Оки до впадения Мокши. Речной бассейн реки — Ока.
По данным геоинформационной системы водохозяйственного районирования территории РФ, подготовленной Федеральным агентством водных ресурсов: